# Los Pozos (Chiapas)
Los Pozos es una localidad del estado mexicano de Chiapas. Es parte del municipio de Huixtán.

## Demografía
| Gráfica de evolución demográfica |
|                                  |

| Censo | Población |
| ----- | --------- |
| 1910  | 4         |
| 1921  | 76        |
| 1930  | 17        |
| 1940  | 108       |
| 1950  | 196       |
| 1960  | 214       |
| 1970  | 302       |
| 1980  | 429       |
| 1990  | 724       |
| 2000  | 1 025     |
| 2010  | 1 436     |
| 2020  | 1 271     |